# Azay-sur-Indre
Azay-sur-Indre település Franciaországban, Indre-et-Loire megyében. Lakosainak száma 363 fő (2022. január 1.). Azay-sur-Indre Reignac-sur-Indre, Chambourg-sur-Indre, Chédigny és Dolus-le-Sec községekkel határos.

## Népesség
A település népességének változása:
| Lakosok száma | 307  | 289  | 309  | 370  | 387  | 383  | 385  | 367  | 358  | 363  |
|               | 1968 | 1982 | 1990 | 2006 | 2013 | 2015 | 2017 | 2019 | 2020 | 2022 |